# 榎本就行
榎本 就行（えのもと なりゆき）は、江戸時代の武士。毛利氏の家臣で、長州藩士。父は毛利氏の重臣である榎本元吉。

## 生涯
慶長14年（1609年）、毛利氏の重臣である榎本元吉の四男として生まれる。同じく毛利氏家臣の沓屋志摩守に養子に望まれ、慶長17年（1612年）10月14日、毛利輝元と秀就の命によって沓屋志摩守の養子となった。同年閏10月18日には秀就から「就」の偏諱と、市正の官途名を与えられ、幼少より毛利秀就の側に仕えて御小姓役を務めることとなる。
しかし後に養父である志摩守と不和になり、養子縁組を解消することを秀就に願い出て認められ、榎本氏に復した。榎本氏へ復した就行には新たに300石が与えられ、寛永8年（1631年）4月1日には市左衛門尉に任じられる。
慶安2年（1649年）6月19日に死去。享年41。就行には実子がいなかったため、次兄である就時の次男・就全が養子として後を継いだ。